# Список инженер-адмиралов, инженер-вице-адмиралов, инженер-контр-адмиралов ВМФ СССР (1940—1945)
Список высшего командного состава инженерно-корабельной службы ВМФ СССР содержит 54 фамилии инженер-адмиралов, инженер-вице-адмиралов, инженер-контр-адмиралов, получивших первичное звание инженер-контр-адмирал в период с 1940 по 1945 год.

## Список
| Высшие офицеры командного состава Военно-Морского Флота инженерно-корабельной службы (1940—1945) | Высшие офицеры командного состава Военно-Морского Флота инженерно-корабельной службы (1940—1945) | Высшие офицеры командного состава Военно-Морского Флота инженерно-корабельной службы (1940—1945) | Высшие офицеры командного состава Военно-Морского Флота инженерно-корабельной службы (1940—1945) | Высшие офицеры командного состава Военно-Морского Флота инженерно-корабельной службы (1940—1945) |
|                                                                                                  |                                                                                                  | Red Fleet Insignia 11                                                                            | Red Fleet Insignia 12                                                                            | Red Fleet Insignia 13                                                                            |
| Ф. И. О.                                                                                         | Годы жизни                                                                                       | инженер- контр- адмирал                                                                          | инженер- вице- адмирал                                                                           | инженер- адмирал                                                                                 |
| ------------------------------------------------------------------------------------------------ | ------------------------------------------------------------------------------------------------ | ------------------------------------------------------------------------------------------------ | ------------------------------------------------------------------------------------------------ | ------------------------------------------------------------------------------------------------ |
| Алексеев, Николай Васильевич                                                                     | 1901—1950                                                                                        | 24.06.1943                                                                                       | —                                                                                                | —                                                                                                |
| Антонов, Леонид Иванович                                                                         | 1888—1969                                                                                        | 04.06.1940                                                                                       | —                                                                                                | —                                                                                                |
| Архипов, Сергей Николаевич                                                                       | 1900—1958                                                                                        | 21.07.1944                                                                                       | 27.01.1951                                                                                       | —                                                                                                |
| Балкашин, Анатолий Иванович                                                                      | 1885—1954                                                                                        | 21.05.1941                                                                                       | —                                                                                                | —                                                                                                |
| Белоусов, Иван Николаевич                                                                        | 1902—1965                                                                                        | 05.11.1944                                                                                       | —                                                                                                | —                                                                                                |
| Берг, Аксель Иванович                                                                            | 1893—1979                                                                                        | 21.05.1941                                                                                       | 25.09.1944                                                                                       | 08.08.1955 18.11.1971                                                                            |
| Берёзкин, Всеволод Александрович                                                                 | 1899—1946                                                                                        | 05.11.1944                                                                                       | —                                                                                                | —                                                                                                |
| Бравин, Евгений Леонидович                                                                       | 1885—1972                                                                                        | 21.05.1941 18.11.1971                                                                            | —                                                                                                | —                                                                                                |
| Брыкин, Александр Евстратьевич                                                                   | 1895—1976                                                                                        | 18.04.1943                                                                                       | 03.11.1951 18.11.1971                                                                            | —                                                                                                |
| Булдаков, Иван Иванович                                                                          | 1903—1978                                                                                        | 22.02.1944 18.11.1971                                                                            | —                                                                                                | —                                                                                                |
| Бурханов, Василий Федотович                                                                      | 1908—1982                                                                                        | 18.04.1943 18.11.1971                                                                            | —                                                                                                | —                                                                                                |
| Вараксин, Яков Гаврилович                                                                        | 1904—1993                                                                                        | 20.04.1945                                                                                       | 18.02.1958 18.11.1971 26.04.1984                                                                 | —                                                                                                |
| Власов, Василий Григорьевич                                                                      | 1896—1959                                                                                        | 04.06.1940                                                                                       | —                                                                                                | —                                                                                                |
| Волосатов, Борис Михайлович                                                                      | 1908—1980                                                                                        | 05.11.1944 18.11.1971                                                                            | —                                                                                                | —                                                                                                |
| Гаврилов, Виктор Михайлович                                                                      | 1903—1957                                                                                        | 04.06.1940                                                                                       | 05.11.1944                                                                                       | —                                                                                                |
| Гладков, Михаил Павлович                                                                         | 1897—1987                                                                                        | 31.05.1944 18.11.1971 26.04.1984                                                                 | —                                                                                                | —                                                                                                |
| Глинков, Евгений Георгиевич                                                                      | 1903—1973                                                                                        | 24.05.1945 18.11.1971                                                                            | —                                                                                                | —                                                                                                |
| Дмитриев, Константин Георгиевич                                                                  | 1889—1973                                                                                        | 04.06.1940 18.11.1971                                                                            | —                                                                                                | —                                                                                                |
| Дубровин, Николай Павлович                                                                       | 1903—1997                                                                                        | 31.03.1944 18.11.1971 26.04.1984                                                                 | —                                                                                                | —                                                                                                |
| Жуков, Анатолий Алексеевич                                                                       | 1904—1943                                                                                        | 04.06.1940;                                                                                      | —                                                                                                | —                                                                                                |
| Жуков, Борис Михайлович                                                                          | 1900—1961                                                                                        | 05.11.1944                                                                                       | —                                                                                                | —                                                                                                |
| Зубов, Николай Николаевич                                                                        | 1885—1960                                                                                        | 20.04.1945                                                                                       | —                                                                                                | —                                                                                                |
| Исаченков, Николай Васильевич                                                                    | 1902—1969                                                                                        | 04.06.1940                                                                                       | 22.01.1944                                                                                       | 31.05.1954                                                                                       |
| Каврайский, Владимир Владимирович                                                                | 1884—1954                                                                                        | 24.03.1944                                                                                       | —                                                                                                | —                                                                                                |
| Кайданов, Григорий Геннадьевич                                                                   | 1903—1990                                                                                        | 31.03.1944 18.11.1971 26.04.1984                                                                 | —                                                                                                | —                                                                                                |
| Козьмин, Георгий Федорович                                                                       | 1903—1976                                                                                        | 20.04.1945                                                                                       | 31.05.1954 18.11.1971                                                                            | —                                                                                                |
| Королёв, Михаил Васильевич                                                                       | 1903—1968                                                                                        | 24.05.1945                                                                                       | —                                                                                                | —                                                                                                |
| Кочкин, Николай Александрович                                                                    | 1873—1946                                                                                        | 04.06.1940                                                                                       | 08.07.1945                                                                                       | —                                                                                                |
| Крупский, Михаил Александрович                                                                   | 1902—1975                                                                                        | 22.02.1944                                                                                       | 09.05.1965 18.11.1971                                                                            | —                                                                                                |
| Кудревич, Борис Иванович                                                                         | 1884—1960                                                                                        | 04.06.1940                                                                                       | —                                                                                                | —                                                                                                |
| Курдюков, Александр Иванович                                                                     | 1897—1959                                                                                        | 31.03.1944                                                                                       | —                                                                                                | —                                                                                                |
| Курнаков, Михаил Никитич                                                                         | 1899—1961                                                                                        | 05.11.1944                                                                                       | —                                                                                                | —                                                                                                |
| Лавров, Алексей Модестович                                                                       | 1887—1942                                                                                        | 04.06.1940                                                                                       | —                                                                                                | —                                                                                                |
| Мадисов, Вольдемар Петрович                                                                      | 1871—1951                                                                                        | 21.05.1941                                                                                       | —                                                                                                | —                                                                                                |
| Матусевич, Николай Николаевич                                                                    | 1879—1950                                                                                        | —                                                                                                | 22.02.1944                                                                                       | —                                                                                                |
| Носенко, Иван Исидорович                                                                         | 1902—1956                                                                                        | 31.05.1944                                                                                       | —                                                                                                | —                                                                                                |
| Орлов, Александр Григорьевич                                                                     | 1900—1945                                                                                        | 04.06.1940                                                                                       | 22.01.1944                                                                                       | —                                                                                                |
| Папкович, Пётр Фёдорович                                                                         | 1887—1946                                                                                        | 04.06.1940                                                                                       | —                                                                                                | —                                                                                                |
| Редькин, Андрей Михайлович                                                                       | 1900—1963                                                                                        | 31.05.1944                                                                                       | —                                                                                                | —                                                                                                |
| Савин, Александр Николаевич                                                                      | 1896—1981                                                                                        | 21.07.1944 18.11.1971                                                                            | —                                                                                                | —                                                                                                |
| Саткевич, Владимир Александрович                                                                 | 1877—1976                                                                                        | 04.06.1940 18.11.1971                                                                            | —                                                                                                | —                                                                                                |
| Соколов, Владимир Арсеньевич                                                                     | 1887—1953                                                                                        | 04.06.1940                                                                                       | —                                                                                                | —                                                                                                |
| Сокольский, Константин Иванович                                                                  | 1902—1969                                                                                        | 05.11.1944                                                                                       | —                                                                                                | —                                                                                                |
| Стеценко, Иван Яковлевич                                                                         | 1891—1958                                                                                        | 13.12.1942                                                                                       | 24.05.1945                                                                                       | —                                                                                                |
| Трофимов, Александр Владимирович                                                                 | 1883—1943                                                                                        | 04.06.1940                                                                                       | —                                                                                                | —                                                                                                |
| Фролов, Александр Андреевич                                                                      | 1899—1968                                                                                        | 04.06.1940                                                                                       | 05.11.1944                                                                                       | —                                                                                                |
| Хлюстин, Борис Павлович                                                                          | 1884—1949                                                                                        | 04.06.1940                                                                                       | —                                                                                                | —                                                                                                |
| Цветков, Николай Иванович                                                                        | 1904—1959                                                                                        | 20.04.1945                                                                                       | 27.01.1951                                                                                       | —                                                                                                |
| Шершов, Александр Павлович                                                                       | 1874—1958                                                                                        | 04.06.1940                                                                                       | 24.03.1944                                                                                       | —                                                                                                |
| Штейнберг, Генрих Владимирович                                                                   | 1900—1973                                                                                        | 24.05.1945 18.11.1971                                                                            | —                                                                                                | —                                                                                                |
| Юровский, Александр Яковлевич                                                                    | 1904—1986                                                                                        | 05.11.1944 18.11.1971 26.04.1984                                                                 | —                                                                                                | —                                                                                                |
| Якимов, Александр Авдеевич                                                                       | 1904—1971                                                                                        | 18.04.1943                                                                                       | —                                                                                                | —                                                                                                |
| Яновский, Михаил Иосифович                                                                       | 1888—1949                                                                                        | 24.03.1944                                                                                       | —                                                                                                | —                                                                                                |
| Яшнов, Борис Дмитриевич                                                                          | 1881—1972                                                                                        | 24.03.1944 18.11.1971                                                                            | —                                                                                                | —                                                                                                |

## Хронология введения, изменения статуса (соответствия), отмены званий и вида погон (знаков различия)
- Генеральские и адмиральские звания в Красной Армии были введены 07.05.1940 указами Президиума Верховного Совета СССР «Об установлении воинских званий высшего командного состава Красной Армии» и «Об установлении воинских званий высшего командного состава Военно-Морского Флота». В соответствии с этими указами вводились воинские звания для высшего командного состава Военно-Морского Флота инженерно-корабельной службы: инженер-контр-адмирал, инженер-вице-адмирал, инженер-адмирал.
- Указами Президиума Верховного Совета СССР 06.01.1943 «О введении новых знаков различия для личного состава Красной Армии»[13] и от 15.02.1943 «О введении новых знаков различия для личного состава ВМФ»[14] были введены погоны.

- Указом Президиума Верховного Совета СССР от 03.05.1955 отменено введённое указом Президиума Верховного Совета СССР 07.05.1940 высшее военно-морское звание адмирал флота, а вместо него установлено воинское звание Адмирал флота Советского Союза, соответствующее званию Маршал Советского Союза. Указом Президиума Верховного Совета СССР от 28.04.1962 «для достижения более полного соответствия между воинскими званиями и должностным положением высшего командного состава ВМФ СССР» звание адмирал флота было восстановлено.
- Звание адмирал флота, адмирал флота Советского Союза офицерам высшего командного состава инженерно-корабельной службы Военно-Морского Флота СССР указанным в таблице не присваивались.
- Указы Президиума Верховного Совета СССР